# كثيرات الزعانف
كثيرات الزعانف (الاسم العلمي: Polypteridae) هي فصيلة من الأسماك تتبع رتبة شبيهات كثيرات الزعانف من طائفة شعاعيات الزعانف. وتتضمن هذه الفصيلة جنسين و12 نوع حي. جميع أنواعها تعيش في مناطق الماء العذب في أفريقيا المدارية ومناطق نهر النيل، وهي أسماك مستنقعية بشكل رئيسي، حيث تقطن السهول الفيضية والخور الضحلين.

## التشريح
كثيرات الزعانف هي أسماك ممتدة الأجساد تملك سلسلة مميزة مما يَصل إلى خمسة عشر زعنفة ظهرية، بدلاً من زعنفة واحدة فقط. كل من هذه الزعانف تملك شوكة حادة. أجسام هذه الأسماك مغظاة بحراشف سميكة وصلبة شبيهة بالعظام. كما أن بُنية فكوكها مشابهة أكثر لتلك التي تملكها الأسماك رباعية الأطراف من تلك للعظميات. تملك كثيرات الزعانف عدداً من الميزات البدائية الأخرى، بما في ذلك زعانفها الصدرية اللحمية المشابهة ظاهرياً للحميات الزعانف. وهم يَملكون أيضاً بعض الإسبر.
تملك هذه الأسماك رئات بدائية، تُتيح لها الحصول على الأوكسجين من الهواء مباشرة عندما تكون في ماء يَفتقر إليه، وذلك بالسباحة بسرعة إلا السطح كل فترة واستنشاق الهواء ثم العودة إلى الأعماق. كما أن هذه الأسماك ليلية، وتتغذى على الفقاريات والقشريات والحشرات الصغيرة. وأقصى طول لأجسامها هو 97 سم.

## العلاقات مع البشر
كثيرات الزعانف هي سمك شائع للاستخدام في المربيات المائية (الأكواريوم). فبالرغم من أنها ضوارٍ، إلى أنها من جهة أخرى مسالمة وخاملة نسبياً، حيث تفضل أن ترقد في القاع وأن تكوّن علاقات جيدة مع الأنواع الأخرى التي ليست كبيرة كفاية لكي تكون فريسة. لكن لقد لاحظ بعض مديروا المربيات أن أنواعاً من السلور يُمكن أن تهاجم كثيرات الزعانف وأن تمتص جلدها.

## الأجناس
- كثيرة الزعانف

## الملاحظات
1. ↑  الإسبرات (Spiracle): هي عبارة فتحات توجد على أجساد بعض الحيوانات تتصل عادةً بأجهزة تنفسية.